# Stay (David Bowie)
Stay is een nummer van de Britse muzikant David Bowie, uitgebracht als de vijfde track van het album Station to Station uit 1976. In juli 1976 bracht Bowie's platenlabel RCA Records het nummer uit op single in de Verenigde Staten in een verkorte versie.
De structuur van de coupletten en het refrein kunnen worden herleid naar het nummer "John, I'm Only Dancing (Again)", een nummer dat werd opgenomen voor het album Young Americans uit 1975 maar wat pas in 1979 voor het eerst op single werd uitgebracht.

## Tracklijst
- Beide nummers geschreven door Bowie.

1. "Stay" - 3:21
2. "Word on a Wing" - 3:10

## Muzikanten
- David Bowie: leadzang, synthesizer
- Warren Peace: percussie, achtergrondzang
- Earl Slick, Carlos Alomar: elektrische gitaar
- George Murray: basgitaar
- Dennis Davis: drums